# Sven-Erik Nolinge
Karl Sven-Erik Nolinge (ur. 4 lutego 1923, zm. 19 listopada 1995 w Onsala) – szwedzki lekkoatleta, sprinter, medalista mistrzostw Europy z 1946.
Zdobył brązowy medal w sztafecie 4 × 400 metrów na mistrzostwach Europy w 1946 w Oslo (sztafeta biegła w składzie: Folke Alnevik, Stig Lindgård, Nolinge i Tore Sten). Nolinge startował na tych mistrzostwach również w biegu na 400 metrów, w którym zajął 4. miejsce w finale.
Był mistrzem Szwecji w biegu na 400 metrów w 1946.
Jego rekord życiowy w biegu na 400 metrów wynosił 48,5 s (ustanowiony 11 sierpnia 1946 w Sztokholmie).